# Olimpíada de xadrez de 1990

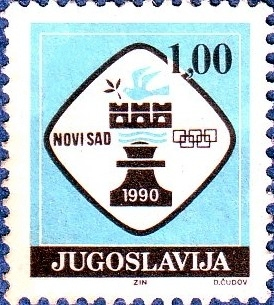
logo olimpiada

A Olimpíada de xadrez de 1990 foi a 29.ª edição da Olimpíada de Xadrez organizada pela FIDE, lrgoealizada em Novi Sad entre os dias 16 de novembro e 4 de dezembro. A equipe da União Soviética (Evgeny Bareev, Artur Yusupov, Boris Gelfand, Alexander Beliavsky, Leonid Yudasin e Vassily Ivanchuk) venceu a competição, seguidos dos Estados Unidos (Yasser Seirawan, Boris Gulko, Larry Christiansen, Joel Benjamin, John Fedorowicz e Nick De Firmian) e Inglaterra (Nigel Short, Jonathan Speelman, John Nunn, Michael Adams, Murray Chandler e Julian Hodgson). A edição da Olimpíada de xadrez para mulheres teve como vencedoras a Hungria (Judit Polgár, Susan Polgár, Sofia Polgár e Ildikó Mádl), seguidas da União Soviética (Maia Chiburdanidze, Nona Gaprindashvili, Alisa Galliamova e Ketevan Arakhamia) e China (Xie Jun, Peng Zhaoqin, Qin Kanying e Wang Lei).

## Quadro de medalhas

### Masculino
| Tabuleiro   | Ouro                                               | Prata               | Bronze                                                   |
| 1.º         | PAR Zenón Franco Ocampos AND Raül García Paolicchi |                     | MAR Hichem Hamdouchi                                     |
| 2.º         | IND Dibyendu Barua                                 | ESA Boris Pineda    | DEN Lars Bo Hansen                                       |
| 3.º         | AUT Egon Brestian                                  | URU Enrique Almada  | YUG Zdenko Kožul PER Henry Urday Cáceres GER Eric Lobron |
| 4.º         | MEX Roberto Martín del Campo                       | TUR Suat Suylu      | YUG Vlatko Kovačević BUL Evgeny Ermenkov                 |
| 1.º res     | SYR Satea Husari                                   | ENG Murray Chandler | URS Leonid Yudasin CAN Deen Hergott                      |
| 2.º res     | WLS Iolo Jones                                     | ISR Yona Kosashvili | ITA Federico Manca                                       |
| Performance | GER Robert Hübner                                  | ENG Murray Chandler | URS Vassily Ivanchuk                                     |

### Feminino
| Tabuleiro   | Ouro                  | Prata                                          | Bronze           |
| 1.º         | HUN Susan Polgar      | ARG Claudia Amura                              | CHN Xie Jun      |
| 2.º         | HUN Judit Polgar      | URS Nona Gaprindashvili SWE Viktoria Johansson |                  |
| 3.º         | HUN Sofia Polgar      | URS Alisa Galliamova                           | SCO Alison Coull |
| res         | URS Ketevan Arakhamia | JAM Christine Bennett                          | DEN Esmat Guindy |
| Performance | URS Ketevan Arakhamia | CHN Xie Jun                                    | HUN Susan Polgar |